# Artamanerna
Artamanerna (tyska Bund Artam) var ett förbund inom den tyska völkisch-rörelsen. Artamanerna, som grundades år 1926, betonade jordbrukets betydelse och fann stor inspiration i ideologin Blut und Boden. Artamanerna lade stor tonvikt på det germanska arvet och propagerade för fördrivning av främmande folk. Bland förbundets medlemmar återfanns Walther Darré, Heinrich Himmler och Rudolf Höss.